# Ґрейсі Абрамс
Ґрейсі Медіґан Абрамс (англ. Gracie Madigan Abrams, нар. 7 вересня 1999 року) — американська музикантка, авторка-виконавиця. Її дебютний мініальбом Minor був випущений 14 липня 2020 року на Interscope Records. Її другий мініальбом, This Is What It Feels Like, був випущений 12 листопада 2021 року з синглами «Feels Like» та «Rockland». Її дебютний альбом Good Riddance вийшов 24 лютого 2023 року.

## Раннє життя та освіта
Абрамс народилася і виросла в окрузі Лос-Анджелес, Каліфорнія у родині режисера Джей Джей Абрамса і продюсерки Кеті Макґрат. У неї є два брати, Генрі та Авґуст. Вона захопилася музикою в молодому віці. Абрамс відвідувала The Archer School for Girls. Після закінчення  школи у 2018 році Абрамс вивчала міжнародні відносини в коледжі Барнард, але після першого курсу взяла перерву, щоб зосередитися на музиці. Її батько має єврейське походження, а мати — ірландське.

## Кар'єра
У жовтні 2019 року Абрамс випустила свій дебютний сингл «Mean It» на Interscope Records. 
14 липня 2020 року Абрамс випустила свій дебютний мініальбом Minor. Він був підтриманий кількома синглами, серед яких «I miss you, I'm sorry» та «Friend».
24 березня 2021 року Абрамс випустила новий сингл з Бенні Бланко під назвою «Unlearn». Сингл є частиною альбому Бланко Friends Keep Secrets 2.
7 травня 2021 року Абрамс випустила сингл «Mess It Up» разом із музичним відео. У жовтні 2021 року Абрамс випустила свій сингл «Feels Like», згодом було випущено музичне відео. За цим наступив випуск пісні під назвою «Rockland», яка була записана разом з Аароном Десснером.
1 листопада 2021 року Абрамс анонсувала свій другий комерційний проєкт This Is What It Feels Like. Проєкт вийшов 12 листопада 2021 року та включає попередні сингли «Feels Like» та «Rockland».
На підтримку цього міні-альбому вона вирушила в тур This Is What It Feels Like Tour, який розпочався 2 лютого 2022 року в Солт-Лейк-Сіті й завершився 31 травня 2022 року в Стокгольмі. Разом із своїм хедлайнерським туром, Абрамс відкривала для Олівії Родріго для її Sour Tour, де вона виконувала пісні свого проекту.
«Block Me Out» і «Difficult» були випущені в квітні і жовтні того ж року відповідно, останній був головним синглом до її дебютного альбому.
9 січня 2023 року Абрамс анонсувала свій дебютний альбом Good Riddance, який вийшов 24 лютого 2023 року. Другий сингл під назвою «Where Do We Go Now?» вийшов 13 січня. Третій сингл «Amelie» вийшов 10 лютого.
Абрамс виступить на розіграші окремих шоу американської частини майбутнього туру The Eras Tour Тейлор Свіфт. Вона також вирушить у свій власний тур Good Riddance Tour, її третій хедлайнерський концертний тур.

## Творчість
Абрамс назвала Джоні Мітчелл, Саймона і Гарфанкела, Елвіса Костелло, Bon Iver, Еліотта Сміта, Кейт Буш, 1975, Джеймса Блейка, Тейлор Свіфт, Лорд і Фібі Бріджерс серед тих, хто найбільше вплинув на її музичний стиль.
Свіфт, Бріджерс, Лорд, Пост Мелоун і Біллі Айліш висловлювали своє захоплення творчістю Ґрейсі Абрамс.

## Активізм
В інтерв’ю 2020 року Абрамс підтримала висловлення особистих поглядів через музику, сказавши: «Я не можу відокремити свою музику від своїх думок... це ціле, що відображає мій спосіб мислення. Ви не повинні боятися говорити про те, що ви вірити в».
Після того, як проект висновку, що просочився, показав, що Верховний суд США планує скасувати законність абортів, встановлену у справі Роу проти Уейда, Абрамс була серед 160 музикантів, включаючи Клайро, Лорд, Олівію Родріго, Біллі Айліш, Хелсі та Фібі Бріджерс, які підписали повну угоду. Оголошення на сторінці The New York Times у травні 2022 року із засудженням запланованого Верховного суду рішення. У липні 2022 року Абрамс випустила футболку обмеженим тиражем, усі кошти від продажу якої підуть до Національної мережі фондів абортів. Абрамс сказала, що хоча це «лише невелика частина масових антидемократичних зусиль, які здійснюються в цій країні», вона вважає, що може «використати [свою] платформу, щоб підсилити увагу експертів у цей момент». 
Абрамс підтримала Камалу Гарріс на президентських виборах у Сполучених Штатах у 2024 році. Вона виступала на мітингу Гарріс в Медісоні, штат Вісконсин, 30 жовтня 2024 року.

## Дискографія

### Студійні альбоми
| Назва         | Деталі                                                                                       | Позиції в чартах | Позиції в чартах | Позиції в чартах | Позиції в чартах | Позиції в чартах | Позиції в чартах | Позиції в чартах |
| Назва         | Деталі                                                                                       | US               | AUS              | CAN              | GER              | IRL              | NZ               | UK               |
| ------------- | -------------------------------------------------------------------------------------------- | ---------------- | ---------------- | ---------------- | ---------------- | ---------------- | ---------------- | ---------------- |
| Good Riddance | - Випущено: 24 лютого, 2023 - Лейбл: Interscope - Формат(и): CD, digital download, streaming | 52               | 30               | 55               | 44               | 4                | 40               | 3                |

### Мініальбоми
| Назва                      | Деталі                                                                                           |
| -------------------------- | ------------------------------------------------------------------------------------------------ |
| Minor                      | - Випущено: 14 липня 2020 року - Лейбл: Interscope - Формати: LP, цифрове завантаження, стримінг |
| This Is What It Feels Like | - Випущено: 12 листопада 2021 року - Лейбл: Interscope - Формати: цифрове завантаження, стримінг |

### Сингли
| Назва                     | Year | Альбом                     |
| ------------------------- | ---- | -------------------------- |
| «Mean It»                 | 2019 | Сингл поза альбомом        |
| «Stay»                    | 2019 | Сингл поза альбомом        |
| «21»                      | 2020 | Minor                      |
| «I Miss You, I'm Sorry»   | 2020 | Minor                      |
| «Long Sleeves»            | 2020 | Minor                      |
| «Friend»                  | 2020 | Minor                      |
| «Brush Fire»              | 2020 | Сингл поза альбомом        |
| «Unlearn»(з Benny Blanco) | 2021 | Friends Keep Secrets 2     |
| «Mess It Up»              | 2021 | Сингл поза альбомом        |
| «Feels Like»              | 2021 | This Is What It Feels Like |
| «Rockland»                | 2021 | This Is What It Feels Like |
| «Block Me Out»            | 2022 | Сингл поза альбомом        |
| «Difficult»               | 2022 | Good Riddance              |
| «Where Do We Go Now?»     | 2023 | Good Riddance              |
| «Amelie»                  | 2023 | Good Riddance              |
| «I Know It Won't Work»    | 2023 | Good Riddance              |